# Asterix – Operation Hinkelstein
Asterix – Operation Hinkelstein (Originaltitel: Astérix et le Coup du menhir) ist der sechste Asterix-Zeichentrickfilm von 1989. Die deutsch-französische Koproduktion basiert auf den Comics Der Seher und Der Kampf der Häuptlinge von Albert Uderzo und René Goscinny. Kinostart in der Bundesrepublik war am 12. Oktober 1989, in der DDR startete der Film am 30. März 1990.

## Handlung
Eine Gruppe Römer versucht, Miraculix zu entführen. Obelix wirft einen Hinkelstein auf die Patrouille, trifft aber versehentlich den Druiden. Dieser überlebt diesen Unfall, ist jedoch fortan geistig vollkommen verwirrt, schwachsinnig und ohne Gedächtnis. Dies gestaltet sich für das Dorf zu einem Problem, da nur der Druide das Rezept des Zaubertrankes kennt und diesen zu brauen weiß.
Zudem taucht in einer stürmischen Nacht der Seher Lügfix auf, ein Hochstapler, der jedoch alle Dorfbewohner, bis auf Asterix, täuschen kann. Diese Leichtgläubigkeit verärgert Asterix. Dem schwachsinnigen Miraculix werden ein Kessel und seine Zutaten zur Verfügung gestellt, um zu sehen, ob er sich durch Übung wieder an die Zubereitung des Zaubertrankes erinnert. Vieles geht bei den Versuchen des Druiden, bei denen er nur wild Zutaten durcheinander mischt, schief, und ein gefangener Römer muss als Versuchsobjekt für die Mischungen herhalten. Das führt dazu, dass er schrumpft, wächst, zu einem Presslufthammer wird und letztlich davonfliegt. Als später der Seher in die Hände der Römer fällt, prophezeit er dem Zenturio den Sieg über die Gallier und verrät ihm, dass die Gallier momentan ohne Zaubertrank sind.
Der Zenturio sieht seine Chance gekommen und macht sich mit seinen Truppen auf zum Dorf. Die Bewohner sind derweil von dem Seher, der nun für die Römer arbeitet, vertrieben worden: Er hatte behauptet, der Zorn der Götter würde über die Gallier kommen, sodass sie auf eine kleine Insel vor dem Dorf geflohen sind. Tatsächlich treffen die Römer das Dorf verlassen an. Doch ein neues Gebräu von Miraculix verbreitet einen solchen Gestank, dass die Römer in Panik fliehen.
Durch Zufall kommt der Druide, nachdem er einen seiner Tränke probierte, wieder zu Sinnen. Er braut darauf wieder den eigentlichen Zaubertrank und nach dessen Genuss machen sich die zurückgekehrten Gallier auf, um den Römern einen Besuch abzustatten und diese aufzumischen. Der Kampf gegen die Römer endet damit, dass Obelix durch den Wurf eines Hinkelsteins den Seher Lügfix trifft und dieser wie Miraculix zuvor außer Sinnen ist.

## Kritiken
Das Lexikon des internationalen Films meinte, Operation Hinkelstein sei „zeichnerisch bis dahin die beste Asterix-Verfilmung“ und der Film habe „humorvoll-poetische Einfälle und nette Details, die manchen Leerlauf wettmachen“. Comedix.de befand, der Film habe die beste Filmmusik „aller bis dato erschienenen Filme“, doch die hochdeutsche Synchronisation sei „misslungen“ und man werde damit als Zuschauer „auf eine harte Probe gestellt“. Cinema wiederum sprach von einem „Vergnügen, auch dank der Sprecher Jürgen von der Lippe (Asterix) und Günter Strack (Obelix). Fazit: Toll gezeichnet und perfekt synchronisiert“.

## Synchronisation
Die hochdeutsche Synchronfassung entstand bei der Team Synchron in München und bei der Berliner Synchron. Buch und Regie unterlagen Siegfried Krämer. Die 2002 veröffentlichte DVD beinhaltet neben der französischen und hochdeutschen Tonspur nun auch eine Synchronisation auf Kölsch, bei der Asterix vom Komiker Kalle Pohl gesprochen wird. Diese Fassung entstand bei der FFS in München. Regie führte Reinhard Brock, der auch das Dialogbuch schrieb.
| Rolle                                  | Originalsprecher  | Deutsche Fassung (1989) | Kölsche Fassung (2002) |
| -------------------------------------- | ----------------- | ----------------------- | ---------------------- |
| Asterix                                | Roger Carel       | Jürgen von der Lippe    | Kalle Pohl             |
| Obelix                                 | Pierre Tornade    | Günter Strack           | Reinhard Brock         |
| Miraculix                              | Henri Labussière  | Leo Bardischewski       | Ivar Combrinck         |
| Majestix                               | Henri Poirier     | Wolfgang Völz           | Gerd Köster            |
| Lügfix                                 | Julien Guiomar    | Christian Marschall     | Fred Maire             |
| Gutemine                               | Marie-Anne Chazel | Ingeborg Wellmann       | Eva Röder              |
| Automatix                              | –                 | Kurt Goldstein          | Gudo Hoegel            |
| Troubadix                              | Edgar Givry       | Christian Rode          | Wilhelm Beck           |
| Verleihnix                             | Yves Barsacq      | Alexander Herzog        | Hans-Rainer Müller     |
| Methusalix                             | Paul Bisciglia    | Helmut Heyne            | Karl-Heinz Krolzyk     |
| Zenturio Gaius Ausgus                  | Roger Lumont      | Hartmut Neugebauer      | Hartmut Neugebauer     |
| Dekurio Claudius Hochgenus alias Optio | Patrick Préjean   | Karl Schulz             | Kai Taschner           |
| Dekurio Handzumgrus                    | Gérard Croce      | H. H. Müller            | –                      |
| Claudius Handcus                       | Jean-Claude Robbe | Klaus Jepsen            | Tonio von der Meden    |
| Jellosubmarine                         | Danièle Hazan     | Vera Kluth              | –                      |
| Madame Methusalix                      | Jeanine Forney    | Ute Brankatsch          | –                      |
| Gallier                                | –                 | Matthias Klages         | –                      |
| Gallierinnen                           | –                 | Claudia Jakobshagen     | –                      |
| Römer                                  | –                 | Santiago Ziesmer        | –                      |

* Hartmut Neugebauer sprach den Text für die Dialektfassung ein zweites Mal ein.